# Лагута, Геннадий Николаевич
Генна́дий Никола́евич Лагу́та (укр. Генна́дій Микола́йович Лагу́та; 10 августа 1974, Бердянск, Запорожская область — 17 сентября 2023, Киев, Украина) — украинский политический и государственный деятель. Председатель Херсонской областной государственной администрации (26 октября 2021 — 24 февраля 2022), Председатель Херсонской областной военной администрации (24 февраля 2022 — 9 июля 2022).

## Биография
Родился 10 августа 1974 года в городе Бердянске Запорожской области.
В 1996 году окончил Бердянский государственный педагогический институт по специальности «учитель трудового обучения и физики», в 2016 году окончил Межрегиональную академию управления персоналом по специальности «юрист».
С июля по сентябрь 1996 года был заместителем директора по коммерческим вопросам Бердянской ассоциации предприятий-производителей погрузчика «БАСМУТ» Запорожской области.
С ноября 1996 по июнь 1997 года работал продавцом АОЗТ «Призма» в Херсоне, с июля 1997 по сентябрь 1999 года являлся заместителем директора АОЗТ «Призма», с января по апрель 2000 года был менеджером ООО «Анто-Рус Н. В.» (г. Херсон).
С мая 2000 по октябрь 2002 года возглавлял торговый филиал ОАО ПТФ «Элакс» (г. Херсон).
С октября 2002 по январь 2004 года занимал должность начальника отделения маркетинга, рекламы и реализации охранных услуг ВГСО при УМВД Херсонской области.
С августа 2004 по апрель 2007 года являлся исполняющим обязанности директора Херсонского представительства ГЗАО «Охрана-комплекс».
С мая 2007 по апрель 2008 года был начальником центра технической охраны отдела государственной службы охраны при УМВД в Херсонской области, с апреле 2008 года по декабрь 2010 года являлся заместителем начальника управления — начальником центра технической охраны Управления Государственной службы охраны при УМВД в Херсонской области.
С января 2011 по январь 2012 года состоял на учёте в Херсонском городском центре занятости.
С мая 2012 по март 2015 года возглавлял службу безопасности ЧФ «Капитал-сервис» в Херсоне.
С апреля по август 2016 года был заместителем директора коммунального предприятия Херсонского городского совета «Сервис-центр».
С октября 2017 по декабрь 2020 года являлся исполнительным директором благотворительной организации "Благотворительный фонд Игоря Колихаева «Нам здесь жить!» в Херсоне, в 2019 году был помощником народного депутата Верховной рады Украины Игоря Колихаева.
С декабря 2020 по октябрь 2021 являлся заместителем председателя Херсонского областного совета от «Партии Игоря Колихаева „НАМ ЗДЕСЬ ЖИТЬ!“».
26 октября 2021 года указом Президента Украины Владимира Зеленского назначен председателем Херсонской областной государственной администрации.
По данным российского военного корреспондента Елены Костюченко, 24 февраля 2022 года, в первый день вторжения России на Украину, Лагута бросил свои служебные обязанности и бежал в неизвестном направлении.
9 июля 2022 года указом Президента Украины Владимира Зеленского уволен с должности председателя Херсонской областной государственной (военной) администрации.
Покончил с собой 17 сентября 2023 года.